# Makoto Tezuka
Makoto Tezuka (手塚 眞, Tezuka Makoto, Tokio, 11 augustus 1961), ook bekend als Macoto Tezka, is een Japans film- en anime-regisseur. Hij bezit een deel van Tezuka Productions en helpt met het postuum uitgeven van het werk van zijn vader, Osamu Tezuka. Hij runt ook zijn eigen bedrijf, Neontetra. Hij is gehuwd met mangaka Reiko Okano. Tezuka is een nazaat van Hattori Hanzo, een bekend ninja en samoerai. Tezuka begeleidde het maken van Naoki Urasawa's Pluto. Deze manga gebruikt een verhaallijn uit zijn vaders manga Astroboy.

## Werkselectie

### Film
- Hakuchi (met Tadanobu Asano, Miyako Koda en Reika Hashimoto, 1999)
- Jikken eiga (met Masatoshi Nagase en Reika Hashimoto, 1999)
- Black Kiss (met Masanobu Ando, Kaori Kawamura en Reika Hashimoto, 2004)
- A Man, A Woman And A City (een reeks kortfilms voor John Foxx, 2016)[2]

### Anime
- Akuemon (OAV): regisseur
- Black Jack (2004 TV): regisseur
- Black Jack 21 (TV): regisseur
- Black Jack Special: The 4 Miracles of Life: regisseur
- Black Jack: The Two Doctors Of Darkness (film): regisseur
- Dr. Pinoko no Mori no Bouken (film): leidinggevende
- Pluto: leidinggevende

### Computerspel
- Fin Fin on Teo the Magic Planet (OAV): regisseur